# 咕啉
咕啉（Corrin）是一种杂环分子。在内圈的十五元环里，有四个氮原子作为配体。
因为它在维生素B12中与Co(III)离子形成四个配位键，具有中心（Core）地位，故得名。